# Den lille Hertuginde
Den lille Hertuginde er en amerikansk stumfilm fra 1917 af Harley Knoles.

## Medvirkende
- Madge Evans som Geraldine Carmichael.
- Pinna Nesbit som Evelyn Carmichael.
- Jack Drumier som Jarlen av Carinmore.
- J. Gunnis Davis som Jim Dawson.
- Patrick Foy som Jim Snyder.